# Agenebode
Agenebode este un oraș în sudul Nigeriei, în statul Edo, pe malul fluviului Niger.